# دیلماده، آستارا
دیلماده (به لاتین: Dylmady) یک منطقهٔ مسکونی در جمهوری آذربایجان است که در شهرستان آستارا واقع شده‌است.